# Beparasy
Beparasy est une commune urbaine malgache située dans la partie sud-ouest de la région d'Alaotra-Mangoro.